# Иннос, Эндель Александрович
Э́ндель Алекса́ндрович И́ннос (эст. Endel Innos; 19 мая 1932, Таллин — 15 ноября 1992, Таллин) — руководитель производственного объединения «Таллэкс», лауреат Государственной премии СССР, деятель спорта.

## Биография
Э. А. Иннос родился 19 мая 1932 года в Таллине, Эстонская Республика. В детство провёл в деревне Люганузе (эст. Lüganuse), Вирумаа, в 1939—1946 годах учился в 7-летней школе Пюсси, в 1946—1950 годах — в таллинской средней школе № 1 (сегодня — гимназия Густава Адольфа), которую окончил с золотой медалью. Отец Э. А. Инноса был арестован в декабре 1944 года по обвинению в том, что он воевал на стороне немецких захватчиков, и был приговорён к 10 годам тюремного заключения с последующей ссылкой. Э. А. Иннос во время учёбы в школе жил у своего дяди. Его отец был реабилитирован в 1988 году.
В 1955 году Э. А. Иннос окончил механический факультатет Таллинского политехнического института с дипломом cum laude по специальности «Технология машиностроения, металлорежущие станки и инструменты». Одновременно с учёбой и несколько лет после неё зарабатывал пением в смешанном хоре Эстонского радио.
В 1955—1960 годах работал на заводе «Металлист» мастером, главным механиком, главным инженером и, наконец, директором. В 1960—1961 годах был начальником научно-технического отдела Совета народного хозяйства ЭССР. В 1961 году назначен директором Таллинского экскаваторного завода, с 1975 по 1981 год — генеральный директор производственного объединения «Таллэкс». Оставил должность по состоянию здоровья. Новым директором предприятия стал П. И. Трейер.
С 1981 года по 1989 год — старший референт в научно-техническом отделе при управлении делами Совета министров ЭССР. В 1989—1992 годах — генеральный директор паевого товарищества Termest, относившегося к производственному объединению Eesti Kommunaalsoojusenergia («Эстонская коммунальная теплоэнергия»).
Э. А. Иннос — соавтор патентов в области машиностроения.
Э. А. Иннос был женат, жена — Эви.
Эндель Иннос скончался в 15 ноября 1992 года в Таллине и похоронен 20 ноября 1992 года на кладбище Пярнамяэ.

## Личные качества
По воспоминаниям однокурсников и коллег, Э. А. Иннос всегда старался добиваться наилучших результатов, быть лучше других. Его авторитет был очень высок как на самом «Таллэксе», так и в Министерстве строительного, дорожного и коммунального машиностроения СССР, в подчинении которого находилось предприятие. Э. А. Инносу удалось сформировать кадровый состав из квалифицированного научно-технического персонала, на знания и умения которого он мог положиться. Он умел выслушивать специалистов, которыми руководил, но последнее слово принадлежало ему. Коллеги вспоминают фразу, которую директор часто повторял: «Вы входите в кабинет со своим мнением, но вы выйдете отсюда с моим мнением». Э. А. Иннос обладал хорошим чувством юмора, и его шутки помогали разряжать атмосферу в напряжённых ситуациях. Благодаря ему на заводе сложилась атмосфера взаимного уважения и понимания. Очень высок вклад Э. А. Инноса успехи «Таллэкса»: под его руководством завод стал крупным машиностроительным предприятием, продукция которого пользовалась большим спросом как внутри СССР, так и за рубежом.
Работа директором столь крупного предприятия в течение 20 лет была большим испытанием для физических сил и здоровья Э. А. Инноса. В 1980 году он перенес тяжёлую операцию на сердце и в 1982 году покинул должность по состоянию здоровья. Коллеги, однако, считали, что одной из причин его ухода с «Таллэкса» были конфликты с районным начальством.

## Награды
Э. Иннос являлся заслуженным работником промышленности ЭССР (1977), он награждался многими орденами и медалями. В 1970 году ему, вместе с группой сотрудников (Э. Н. Шкневским, Х. Хунтом, В. Краузе, Э. Марком, А. Суурпере, Х. Вийроком, П. Трейером, Э. Соонвальдом, К. Гайлитом, Н. Каревом, К. Райдма), была присуждена Государственная премия ЭССР. В 1977 году Э. А. Иннос, совместно с другими работниками «Таллэкса» (главным инженером Э. Н. Шкневским, главным конструктором Ф. И. Пустынским, машинистом экскаватора К. А. Меримаа), был награждён Государственной премией СССР в области техники за создание и освоение серийного производства высокопроизводительных экскаваторов-дреноукладчиков и широкое внедрение их в мелиоративное строительство на осушаемых землях СССР.

## Спортивная деятельность
Э. А. Иннос принимал активное участие в спортивной жизни Эстонской ССР. С 1966 года он являлся почётным членом спортивного общества «Калев», занимал пост председателя хоккейной федерации республики, был патроном спортивного клуба «Таллэкса» и хоккейной команды «Таллэкс» (команда четыре раза становилась чемпионом в эстонской хоккейной лиге и играла на во второй и первой лигах чемпионатов СССР). Благодаря Э. А. Инносу при ПО «Таллэкс» был создан искусственный каток для тренировки хоккеистов.